# ゴルリツェ郡
ゴルリツェ郡（ポーランド語: powiat gorlicki ）は、南ポーランドのマウォポルスカ県にある地方自治体であり、スロバキアと国境を接する。1998年の地方行政区画再編の結果、1999年1月1日に誕生した。郡都で最大の町はゴルリツェ であり、県都であるクラクフの南東 100 km に位置する。この郡には他に2つの町があり、ビエチは、ゴルリツェの北東 12 km、ボボバは、ゴルリツェの西 18 km に位置する。
郡は 967.36 km2の面積がある。2006年の統計で、郡全体の人口は 106,540 人である。

## 近隣の郡
北部はタルヌフ郡、東部はヤスウォ郡、西部はノヴィ・ソンチュ郡と接し、南部はスロバキアとの国境である。

## 下位自治体
郡は 10 つの下位自治体に分割される。（ 1つの市、2 つの町、 7 つの村）なお、人口順に並べてある。
| 名称                           | 種類 | 面積 （km2） | 人口 （2006年） | 中心地                 |
| ------------------------------ | ---- | ------------ | --------------- | ---------------------- |
| ゴルリツェ                     | 市   | 23.6         | 28,539          |                        |
| グミナ・ビエチ                 | 町   | 99.3         | 16,874          | ビエチ                 |
| グミナ・ゴルリツェ             | 村   | 103.4        | 16,179          | ゴルリツェ *           |
| グミナ・ボボバ                 | 町   | 49.8         | 9,134           | ボボバ                 |
| グミナ・ウジナ                 | 村   | 56.2         | 8,202           | ウジナ                 |
| グミナ・リピンキ               | 村   | 66.2         | 6,807           | リピンキ               |
| グミナ・ウシチェ・ゴルリツキエ | 村   | 287.4        | 6,259           | ウシチェ・ゴルリツキエ |
| グミナ・ロパ                   | 村   | 49.1         | 5,058           | ロパ                   |
| グミナ・センコバ               | 村   | 194.8        | 4,777           | センコバ               |
| グミナ・モシュチェニツァ       | 村   | 37.6         | 4,711           | モシュチェニツァ       |
| * 中心地はグミナの一部ではない |      |              |                 |                        |